# Esso Women’s Nationals
Die Esso Women’s Nationals (auch Esso Women’s National Hockey Championships) waren ein zwischen 1982 und 2008 ausgetragenes Fraueneishockeyturnier, das jährlich den kanadischen Senior-Amateurmeister der Frauen ermittelte. Der Gewinner des Turniers erhielt den Abby Hoffman Cup, die zweitplatzierte Mannschaft erhielt den Fran Rider Cup und die drittplatzierte die Maureen McTeer Trophy. Darüber hinaus gab es fünf Auszeichnungen für Spielerinnen (Most Valuable Player, top defence, top forward, top goaltender, Mickey Walker most sportsmanlike player award) sowie das Canon K. Richardson most sportsmanlike team shield.
Die kanadische Amateurmeisterschaft der Frauen wurde 1982 erstmals ausgetragen, als die Canadian Amateur Hockey Association (später die CHA respektive Hockey Canada) zusammen mit Maureen McTeer und Abby Hoffman das erste Turnier organisierten.
Ein Team (der jeweils höchsten Spielklasse) pro Provinz qualifizierte sich für die Esso Women’s Nationals. Einige Provinzen schickten ein All-Star-Team, das aus den besten Spielerinnen der Provinz bestand. Andere Provinzen (wie Alberta und Ontario) entsandten das Team, das die jeweilige Provinzmeisterschaft der Frauen gewonnen hatte. In der Regel nahmen am Turnier zehn Teams teil, wobei zwei Mannschaften aus der gastgebenden Provinz stammten.
Aufgrund des zunehmend unterschiedlichen Spielniveaus der Mannschaften aus semi-professionellen Ligen wie der Canadian Women’s Hockey League, Western Women’s Hockey League und National Women’s Hockey League wurden 2008 erstmals zwei Turniere ausgetragen – je eines für reine Amateurmannschaften und eines für Club-Mannschaften.
Mit der Etablierung des Clarkson Cups als gemeinsame Meisterschaftstrophäe der CWHL und WWHL im Jahr 2009 wurde auch für die Amateurmannschaften (Midget AAA) ein neues Meisterschaftsturnier geschaffen, der Esso Cup, so dass die Esso Women’s Nationals nicht mehr ausgetragen werden.

## Meistertafel
| Jahr | Austragungsort                         | Gold                           | Silber                               | Bronze                                 |
| ---- | -------------------------------------- | ------------------------------ | ------------------------------------ | -------------------------------------- |
| 1982 | Brantford, Ontario                     | Agincourt Canadians (Ontario)  | Team Alberta                         | Team Québec                            |
| 1983 | Brantford, Ontario                     | Burlington Ladies (Ontario)    | Team Alberta                         | Team Saskatchewan                      |
| 1984 | Spruce Grove, Alberta                  | Edmonton Chimos (Alberta)      | Team Québec                          | Team Ontario                           |
| 1985 | Summerside, Prince Edward Island       | Edmonton Chimos (Alberta)      | Team Ontario                         | Team Québec                            |
| 1986 | North Battleford, Saskatchewan         | Hamilton Hawks (Ontario)       | Team Saskatchewan                    | Team Alberta                           |
| 1987 | Riverview, New Brunswick               | Hamilton Hawks (Ontario)       | Team Alberta                         | Team Saskatchewan                      |
| 1988 | Burlington, Ontario                    | Team Québec                    | Team Alberta                         | Team Ontario                           |
| 1989 | Coquitlam, British Columbia            | Team Québec                    | Team Ontario                         | Team Alberta                           |
| 1990 | Lloydminster, Saskatchewan             | Team Québec                    | Team Alberta                         | Team Ontario                           |
| 1991 | Verdun, Québec                         | Toronto Aeros (Ontario)        | Team Québec                          | Team Alberta                           |
| 1992 | Edmonton, Alberta                      | Edmonton Chimos (Alberta)      | Team Ontario                         | Team Québec                            |
| 1993 | Ottawa, Ontario                        | Toronto Aeros (Ontario)        | Team Alberta                         | Team Québec                            |
| 1994 | Winnipeg, Manitoba                     | Team Québec                    | Team Alberta                         | Team Ontario                           |
| 1995 | Summerside, Prince Edward Island       | Team Québec                    | Team Ontario                         | Team New Brunswick                     |
| 1996 | Moncton, New Brunswick                 | Team Québec                    | North York Aeros (Ontario)           | Maritime Sports Blades (New Brunswick) |
| 1997 | Richmond, British Columbia             | Edmonton Chimos (Alberta)      | Team Québec                          | Team Ontario                           |
| 1998 | Calgary, Alberta                       | Calgary Oval X-Treme (Alberta) | North York Aeros (Ontario)           | Team Québec                            |
| 1999 | Mississauga, Ontario                   | Team Québec                    | Calgary Oval X-Treme (Alberta)       | Beatrice Aeros (Ontario)               |
| 2000 | Sydney, Nova Scotia                    | Beatrice Aeros (Ontario)       | Team Québec                          | Calgary Oval X-Treme (Alberta)         |
| 2001 | Summerside, Prince Edward Island       | Calgary Oval X-Treme (Alberta) | Team Québec                          | Team British Columbia                  |
| 2002 | Arnprior, Ontario und Renfrew, Ontario | Team Québec                    | Beatrice Aeros (Ontario)             | Brampton Thunder (Ontario)             |
| 2003 | Saskatoon, Saskatchewan                | Calgary Oval X-Treme (Alberta) | Team Ontario                         | Team Québec                            |
| 2004 | Sherwood Park, Alberta                 | Toronto Aeros (Ontario)        | Team Alberta                         | Edmonton Chimos (Alberta)              |
| 2005 | Sarnia, Ontario                        | Toronto Aeros (Ontario)        | Brampton Thunder (Ontario)           | Axion de Montréal (Québec)             |
| 2006 | Sydney, Nova Scotia                    | Brampton Thunder (Ontario)     | Axion de Montréal (Québec)           | Calgary Oval X-Treme (Alberta)         |
| 2007 | Salmon Arm, British Columbia           | Calgary Oval X-Treme (Alberta) | Etobicoke Dolphins (Ontario)         | Mississauga Aeros (Ontario)            |
| 2008 | Charlottetown, Prince Edward Island    | Mississauga Chiefs (Ontario)   | Brampton Canadette-Thunder (Ontario) | Calgary Oval X-Treme (Alberta)         |
| 2008 | Charlottetown, Prince Edward Island    | Team Manitoba                  | Team Prince Edward Island            | Team Nova Scotia                       |

## Medaillen nach Provinz
| Provinz              | Gesamt | Gold | Silber | Bronze |
| -------------------- | ------ | ---- | ------ | ------ |
| Ontario              | 30     | 11   | 11     | 8      |
| Alberta              | 24     | 8    | 9      | 7      |
| Québec               | 21     | 8    | 6      | 7      |
| Saskatchewan         | 3      | 0    | 1      | 2      |
| New Brunswick        | 2      | 0    | 0      | 2      |
| Manitoba             | 1      | 1    | 0      | 0      |
| Prince Edward Island | 1      | 0    | 1      | 0      |
| British Columbia     | 1      | 0    | 0      | 1      |
| Nova Scotia          | 1      | 0    | 0      | 1      |